# 다키스트 마인드
《다키스트 마인드》(영어: The Darkest Minds)는 2018년 개봉한 미국의 종말물 SF 영화이다. 알렉산드라 브래컨의 동명 소설을 원작으로 제니퍼 여 넬슨이 연출하고, 어맨들라 스텐버그, 맨디 무어, 브래들리 휫퍼드, 해리스 디킨슨 등이 출연하였다.
평단으로부터 대체로 부정 평가를 받았으며, 흥행에 실패하였다.

## 줄거리
디스토피아 미래. 전염병인 “특발성 청소년기 급성 신경변성”(IAAN)이 유행하면서 미국 아동 90%가 사망하고 생존자에겐 초능력이 생긴다.
이들 초능력자들은 색으로 분류되며, 초록색은 고지능, 파란색은 염력, 노란색은 전기 조종, 빨간색은 불 통제력, 주황색은 정신 감응과 정신 조종 능력이 있다. 빨간색과 주황색은 위험 분자로 여겨져 안락사되고, 나머지는 캠프에 감금된다.
루비는 주황색이지만 분류 작업을 수행하던 의사의 의식을 조종해 초록색 판정을 받고 캠프에 들어간다.
6년 후 캠프에 저항 세력 “칠드런스 리그”가 침입한다. 이를 기회로 탈출한 루비는 주황색인 “슬립 키드”가 이끄는 안전한 피난처라는 “이스트 리버”로 향하는데…

## 출연진
- 어맨들라 스텐버그 - 루비 데일리 역: 주황색.
- 맨디 무어 - 캐서린 “케이트” 코너 역
- 브래들리 휫퍼드 - 대통령 그레이 역
- 해리스 디킨슨 - 리엄 스튜어트 역: 파랑색.
- 패트릭 깁슨 - 클랜시 그레이 역: 대통령의 아들. 주황색.
- 스카일런 브룩스 - 찰스 “처브스” 메리웨더 역: 초록색.
- 미야 첵 - 수주미(스즈메) “주” 기무라 역: 벙어리. 노랑색.
- 궨덜린 크리스티 - 레이디 제인 역
- 웨이드 윌리엄스 - 맥매너스 대위 역
- 마크 오브라이언 - 롭 역
- 월리스 랭엄 - 바이스로이 의사 역
- 골든 브룩스 - 몰리 데일리 역

## 기타 제작진
- 배역: 존 팹시데라
- 미술: 러셀 반스
- 세트: 프랭크 갤라인
- 의상: 메리 클레어 해넌
- 음향 편집 감독: 윌 파일스
- 특수 효과 감독: 마이클 랜티어리